# Adolf Löw

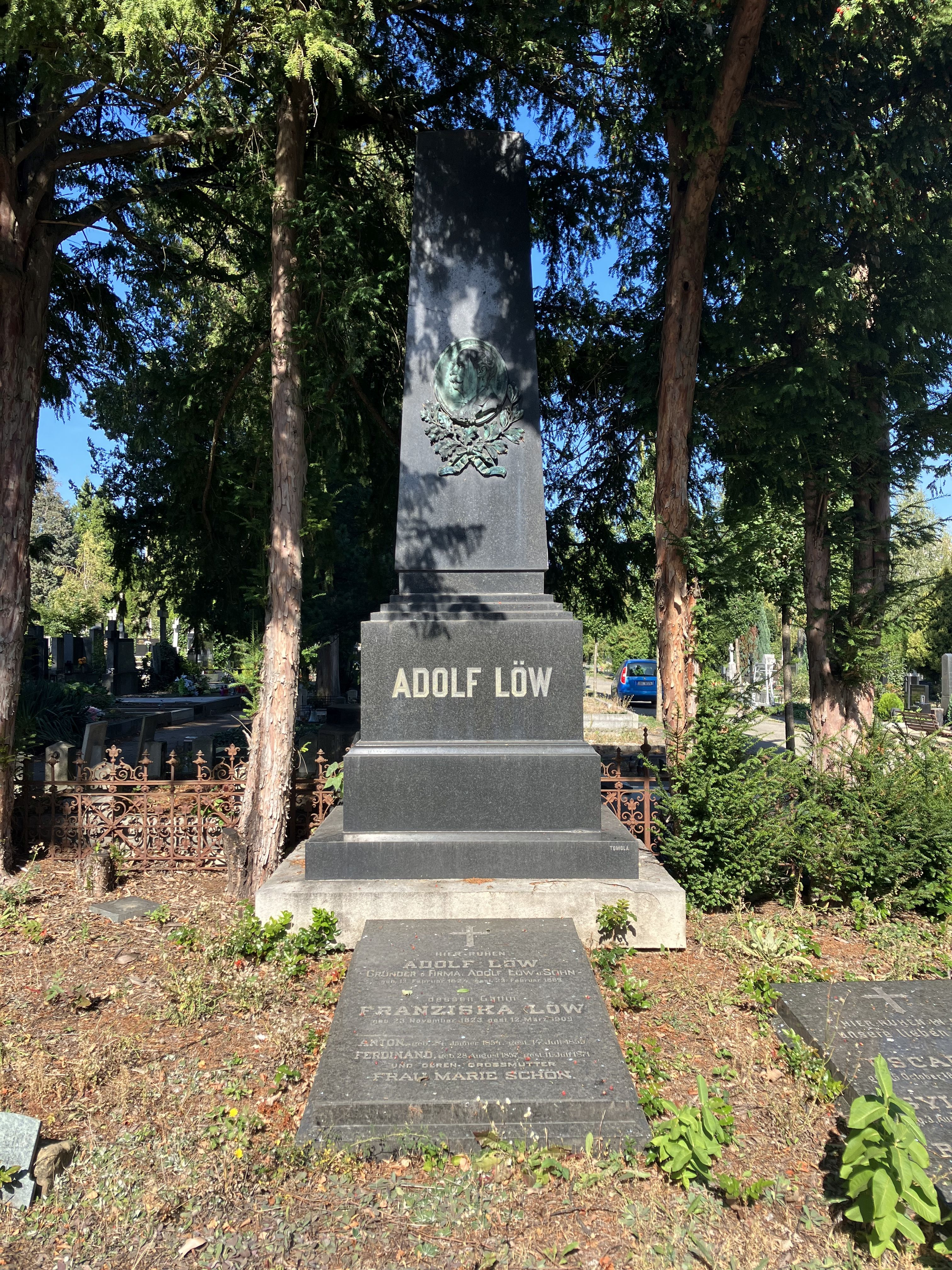
Hrob Adolfa Löwa

Adolf Anton Löw (rodným jménem Aron, 13. února 1824 Uherský Ostroh – 23. února 1883 Brno) byl moravský průmyslník a podnikatel židovského původu, podnikající v textilním průmyslu zejména v Brně, Heleníně a Malém Beranově u Jihlavy. Po jeho smrti převzal vedení rodinných textilních továren syn Karl Löw.

## Život

### Mládí
Narodil se jako Aron Löw v ghettu v Uherském Ostrohu na jihovýchodní Moravě do židovské rodiny řezníka Solomona Löwa a Veronicy, rozené Holzerové. Jako tkalcovský tovaryš odešel začátkem 40. let 19. století se svým bratrem Leopoldem, který byl barvířem, do průmyslově se rozvíjejícího Brna, kde se usadili na předměstí Zábrdovice. Aron Löw byl zpočátku zaměstnán v místních textilních závodech, posléze se rozhodl samostatně podnikat. 15. května 1848 Löw ceremoniálně konvertoval ke katolické víře a přijal jméno Adolf Anton. Téhož roku se v Brně oženil s Franziskou Schönovou. Vzdání se židovské víry mohlo mj. souviset s omezeními majetkových práv, která se na židovské obyvatelstvo vztahovala až do občanského zrovnoprávnění rakousko-uherskou ústavou z roku 1867.

### Adolf Löw et Comp.
Roku 1858 založil Löw se svým společníkem a švagrem Friedrichem Schmalem společnost Adolf Löw et Comp., která začala na brněnském Cejlu provozovat textilní závod na výrobu jemných látek. Firma byla nadále rozšiřována, vynikla zejména výrobou tzv. vigognových látek, vyrobených z kombinace ovčí vlny a bavlny, tento sortiment uvedla jako první v Brně. Roku 1860 odkoupili Löw a Schmal i tovární budovu v Heleníně u Jihlavy, která do té doby patřila židovskému podnikateli V. J. Morawitzovi. V této době bylo jeho synovi Karlu jedenáct let, i přes nízký věk se ho ale otec snažil zasvětit do chodu vedení firmy. Löw rozvíjel výrobu v Heleníně, později rozšířenou na novou továrnu v Malém Beranově, Schmal nadále řídil provozy v Brně.
Výroba v obou závodech byla nadále rozšiřována. Roku 1873 pojal syn Karl za manželku Franzisku Schmalovou, dceru Friedricha Schmala. Roku 1875 z firmy vystoupil Friedrich Schmal, novým společníkem firmy se stal Adolfův syn Karl, firma změnila název na Adolf Löw et Sohn.
Adolf Löw se dále angažoval v řadě dobročinných a charitativních spolků: např. do sbírky Moravského zemského muzea ze svých prostředků opatřil exponát mamutích klů. Mimo to byl např. také členem správní rady Dělnické nemocniční a penzijní pokladny. Za hospodářské zásluhy v oboru průmyslu mu byl udělen Zlatý záslužný kříž, roku 1880 pak Löw obdržel Rytířský kříž Řádu Františka Josefa.

### Úmrtí
Adolf Löw zemřel 23. února 1883 v Brně ve věku 59 let. Je pochován i se svou manželkou na Ústředním hřbitově v Brně, sk. 18/hr. 144–149. Náhrobek vyhotovil kameník Johann Eduard Tomola  a jedná se o jeden z nejhonosnějších náhrobků v celém areálu hřbitova.

### Rodinný život
Roku 1848 se Löw oženil s Franziskou Löw, rozenou Schön. Měli spolu celkem 7 dětí, z nichž se některé nedožily dospělosti. Dědicem rodinných továren se stal nejstarší syn Karl Löw, který se natrvalo usadil v Heleníně.